# 鄭素英 (羽毛球運動員)
鄭素英（：／ Jeong So-yeong，1967年3月4日—），韩国羽毛球运动员，与黄惠英搭档夺得1992年夏季奥林匹克运动会羽毛球比赛女子雙打金牌。

## 外部連結
- 鄭素英在BWFBadminton.com（英语）
- 鄭素英在BWF.TournamentSoftware.com（英语）
- 鄭素英在Olympics.com（英语）
- 鄭素英在Olympedia（英语）